# Giulia Decordi
Giulia Decordi (ur. 5 listopada 1986 roku w Cremonie) – włoska siatkarka, reprezentantka kraju grająca na pozycji środkowej bloku bądź atakującej. Obecnie występuje w Serie A1, w drużynie Yamamay Busto Arsizio.

## Kariera zawodnicza
- 2002–2004  Club Italia
- 2004–2006  Esperia Cremona
- 2006–2009  Despar Perugia
- 2009–2010  Verona Volley
- 2010-  Yamamay Busto Arsizio

## Sukcesy
- 2007:  Puchar Włoch
- 2007:  Mistrzostwo Włoch
- 2007:  Superpuchar Włoch
- 2008:  Liga Mistrzyń
- 2008:  Wicemistrzostwo Włoch
- 2009:  Brązowy medal Ligi Mistrzyń
- 2010:  Puchar CEV